# Pierre Bourdieu
Pierre-Félix Bourdieu (ur. 1 sierpnia 1930, zm. 23 stycznia 2002) – francuski socjolog, antropolog i filozof.
Profesor socjologii w Collège de France (od 1981) i dyrektor Centre de Sociologie Européenne w École Pratique des Hautes Études et Sciences Sociales w Paryżu (od 1964); w 1993 r. odznaczony „Médaille d’or du Centre national de la recherche scientifique” (CNRS).
Zajmował się przede wszystkim problematyką z zakresu teorii socjologii, socjologii kultury i wychowania. Prowadził badania socjologiczne i etnologiczne w Algierii oraz systemu oświatowego we Francji. Badał też sferę znaczeń i treści dzieł sztuki.

## Teoria Pierre’a Bourdieu

### Ogólna charakterystyka teorii
Był twórcą teorii przemocy symbolicznej (np. ujęcie kulturowe przekazywane jest nam w szkole jako jedyne i niepodlegające dyskusji, przez co uznajemy je za oczywiste i naturalne). W swoich pracach zajmował się nie tyle centralnymi problemami teorii społecznej, co tymi dziedzinami życia społeczeństwa, które do tej pory nie były przedmiotem badań. Jego koncepcję socjologii można by określić jako „socjologię form symbolicznych”, choć on sam nazywał ją socjologią refleksyjną bądź też antropologią refleksyjną. Stanowi ona jedną z rzadko dziś spotykanych teorii o globalnym charakterze i zastosowaniu. Tworzy ona i oferuje szeroką aparaturę pojęć do opisu i analizy różnych form rzeczywistości społecznej. Stanowi też rodzaj poststrukturalnego neomarksizmu, choć sam Bourdieu zawsze podkreślał to, co go od marksizmu różni. Bourdieu wypracowywał ją i rozbudowywał, stojąc na czele projektów badawczych analizujących struktury społeczne, a także na przestrzeni własnych prac naukowych, w których kolejno, konsekwentnie dokonywał komplementarnego rozwoju tej teorii, wskazując na możliwości jej stosowania.

### Kluczowe pojęcia i kategorie teorii
- habitus
- przemoc symboliczna
- kapitał symboliczny
- kapitał kulturowy
- pole; w tym między innymi:
  - pole władzy (politycznej i ekonomicznej, rozpatrywane razem lub osobno)
  - pole produkcji kulturowej (możliwe do rozpatrywania jako całość lub podzielone na mniejsze pola, czyli dotyczące poszczególnych dziedzin kultury: literaturę, sztuki plastyczne, naukę, pole religijne etc.)
- dehistoryzacja (albo historyczny proces dehistoryzacji lub też anamneza)

### Przedmioty badań Bourdieu
On sam opisywał przy użyciu swej teorii relacje pomiędzy klasami społecznymi, pomiędzy płciami, analizował przy jej użyciu niezwykle różnorodne zjawiska: konkretne teksty kultury – jak choćby Szkołę uczuć Gustave’a Flauberta i Do latarni morskiej Virginii Woolf, epoki w kulturze – jak Fin de siècle, historię i wewnętrzną logikę poszczególnych obszarów życia społecznego – jak system edukacji, środowisko akademickie, środowisko polityczne czy „pole produkcji kulturowej”, czyli środowisko artystyczno-literacko-intelektualne. W kręgu jego zainteresowania znalazły się media, telewizja, literatura, niektórzy filozofowie, „logika ofensywy neoliberalnej” (której był zagorzałym wrogiem) we współczesnym świecie, struktura społeczna Algierii, społeczne uwarunkowania upodobań estetycznych, gustu, zwyczajów kulinarnych itd.

### Wykorzystanie teorii
Inni badacze równie szeroko wykorzystują jego teorię, uznawaną (np. przez Szackiego) za jedną z najważniejszych i najbardziej oryginalnych koncepcji socjologiczno-antropologicznych w historii (ponieważ podjęła wątki, których wcześniej socjologia dotykać nie potrafiła). Wykorzystuje się ją np. do antropologicznego opisu przestrzeni internetowych .

## Publikacje
- Sociologie de l’Algérie, Paris, 1961
- Travail et travailleurs en Algerie, 1963
- Les étudiants et leurs études, 1964
- Les Héritiers. Les étudiants et la culture, z Jean-Claude Passeron, 1964
- L’Amour de l’art. Les musées et leur public, 1966, 1969, z Alain Darbel, Dominique Schnapper
- Un Art moyen. Essai sur les usages sociaux de la photographie, 1965, z Luc Boltanski, Robert Castel, Jean-Claude Chamboredon
- Le Métier de sociologue, z J.-C. Passeron et J.-C. Chamboredon, 1968
- La Reproduction. Éléments pour une théorie du système d’enseignement, 1970
- Esquisse d’une théorie de la pratique, poprzedzone Trois études d’ethnologie kabyle, 1972
- Sur le pouvoir symbolique, „Annales” 1977, t. 32, nr 3, s. 405-411.
- La distinction: critique sociale du jugement, 1979
- Le Sens pratique, 1980
- Questions de sociologie,1981
- Ce que parler veut dire: L'économie des échanges linguistiques,1982
- Homo academicus, 1984
- Choses dites, 1987
- L’ontologie politique de Martin Heidegger, Paris 1988
- La Noblesse d’État. Grandes écoles et esprit de corps, 1989
- Les Règles de l’art. Genèse et structure du champ littéraire, 1992
- Réponses. Pour une anthropologie réflexive, 1992, z Loïc Wacquant
- La Misère du monde, 1993
- Raisons pratiques. Sur la théorie de l’action,1994
- Sur la télévision, oraz L’Emprise du journalisme, 1996
- Méditations pascaliennes, 1997
- La Domination masculine, 1998
- Contre-feux. Propos pour servir à la résistance contre l’invasion néo-libérale, „Raisons d’agir”, 1998
- Propos sur le champ politique, „Presses universitaires de Lyon” 2000
- Science de la science et réflexivité, 2001
- Le Bal des célibataires. Crise de la société paysanne en Béarn, 2002
- Esquisse pour une auto-analyse, 2004

## W języku polskim
Książki:
- Reprodukcja. Elementy teorii systemu nauczania, z Jean-Claude’em Passeronem, przeł. E. Neyman, Warszawa, Wyd. Naukowe PWN, wyd. I: 1990, ISBN 83-01-09896-1, wyd. II: 2006, ISBN 83-01-14624-9 (La Reproduction. Éléments pour une théorie du système d’enseignement, 1970)
- Szkic teorii praktyki, poprzedzony trzema studiami na temat etnologii Kabylów, przeł. Wiesław Kroker, Kęty 2007, Wyd. Antyk Wydawnictwo-M.Derwiecki, s. 296, ISBN 978-83-89637-49-9 (Esquisse d’une théorie de la pratique, précédé de Trois études d’ethnologie kabyle, 1972)
- Dystynkcja. Społeczna krytyka władzy sądzenia, przeł. Piotr Biłos, Warszawa 2005, Wyd. Naukowe Scholar, ISBN 83-7383-090-1 (La Distinction. Critique sociale du jugement, 1979)
- Zmysł praktyczny, przeł. Maciej Falski, Kraków 2008, Wyd.Uniwersytetu Jagiellońskiego, ISBN 978-83-233-2496-6, s. 290 (Le Sens pratique, 1980)
- Reguły sztuki. Geneza i struktura pola literackiego, przeł. Andrzej Zawadzki, Kraków 2001, 2007, Wyd. Universitas, s. 536, ISBN 978-83-242-0797-8 (Les Règles de l’art. Genèse et structure du champ littéraire, 1992)
- (z Loїc J. D. Wacquant) Zaproszenie do socjologii refleksyjnej, przeł. Anna Sawisz, Warszawa 2001, Wyd. Oficyna Naukowa, ISBN 83-88164-33-3. (Réponses. Pour une anthropologie reflexive, 1992)
- Rozum praktyczny. O teorii działania, przeł. Joanna Stryjczyk, Kraków 2009, Wydawnictwo Uniwersytetu Jagiellońskiego, seria Cultura, ISBN 978-83-233-2791-2 (Raisons pratiques. Sur la théorie de l’action 1994)
- O telewizji. Panowanie dziennikarstwa, przeł. Karolina Sztandar-Sztanderska, Anna Ziółkowska, Warszawa 2009, PWN, s. 80, ISBN 978-83-01-16046-3 (Sur la télévision oraz L’Emprise du journalisme, 1996)
- Medytacje pascaliańskie, przeł. Krzysztof Wakar, Warszawa 2006, Wyd. Oficyna Naukowa, ISBN 83-88164-79-1 (Méditations pascaliennes, 1997)
- Męska dominacja, przeł. Lucyna Kopciewicz, Warszawa 2004, Wyd. Oficyna Naukowa, ISBN 83-88164-67-8 (Aneks: Kilka uwag o ruchu gejów i lesbijek) (La Domination masculine, 1998)

Artykuły:
- Teoria obiektów kulturowych, przeł. Andrzej Zawadzki, [w:] Odkrywanie modernizmu. Przekłady i komentarze, red. Ryszard Nycz, Kraków 1998.
- Specyfika dziedziny naukowej i społeczne warunki rozwoju wiedzy, przeł. Elżbieta Neyman, [w:] Kryzys i schizma. Antyscjentystyczne tendencje w socjologii współczesnej, t. 2, red. Edmund Mokrzycki, PIW 1984.
- Czy socjologia działania jest możliwa?, z Jean-Daniel Reynaud, przeł. Krzysztof Wakar, [w:] Kryzys i schizma. Antyscjentystyczne tendencje w socjologii współczesnej, t. 2, red. Edmund Mokrzycki, PIW 1984.
- Nowomowa neoliberalna: Uwagi na temat nowej globalnej wulgaty, z Loїc J. D. Wacquant, przeł. Marcin Starnawski, Recykling Idei nr 9/2007. online: https://web.archive.org/web/20110809160211/http://recyklingidei.pl/bourdieu_wacquant_nowomowa_neoliberalna
- Co tworzy klasę społeczną? O teoretycznym i praktycznym istnieniu grup, przeł. Jakub Maciejczyk, Recykling Idei nr 11/2008.
- Doksa i życie codzienne, z Terry Eagleton, przeł. Jakub Maciejczyk, Recykling Idei nr 12/2009.
- Sondaż: „nauka” bez naukowca, przeł. Karolina Sztandar-Sztanderska, Kultura Popularna nr 3(25)/2010.
- Homo Academicus. Posłowie – Dwadzieścia lat później, przeł. Mateusz Janik. praktykateoretyczna.pl. [zarchiwizowane z tego adresu (2013-10-03)]., Praktyka Teoretyczna nr 1(7)/2013.